# Dhimmi

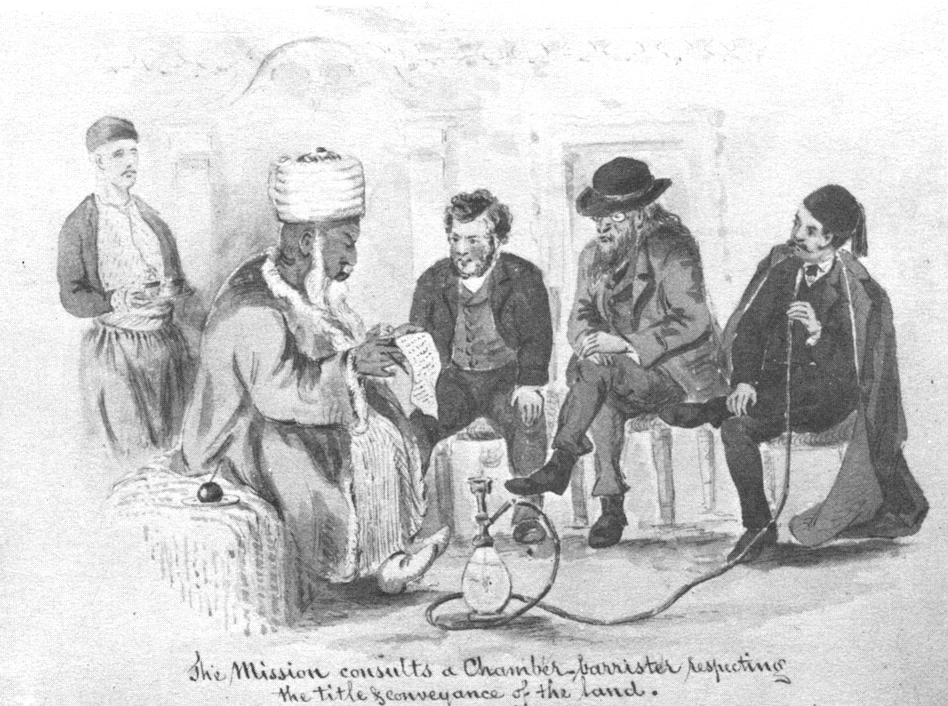
Pintura representando personas de distintas religiones bajo el Imperio otomano en Beirut en 1876

Gente del Libro o Gentes del Libro (en idioma árabe أهل الكتاب, Ahl al-Kitâb y también dhimmis) es el nombre con el que en el islam se designa a los creyentes de religiones abrahámicas o monoteístas, que vive en un país islámico. El Diccionario en línea Merriam-Webster lo ha definido como "una persona que vive en una región invadida por la conquista musulmana, a la que se le otorgó un estatus de protección y se le permitió conservar su fe original". De acuerdo con la ley islámica ortodoxa, aquellos que están calificados para el estatus de Dhimmi dentro de la sociedad musulmana son los cristianos, judíos y zoroastras libres (es decir, no esclavos). A los seguidores de otras religiones considerados idólatras o politeístas, así como a los que no la tienen (ateos), se les exige que se conviertan al islam y si se niegan, serán obligados a convertirse (aunque esto no ha sido así en toda la historia). Según el Corán y el hadiz, los dhimmis deben pagar el impuesto de yizia como señal de sumisión.
Particularmente designa a los que, tras la conquista musulmana (desde el siglo VII) no se convirtieron y, como poblaciones protegidas, conservaron su culto y, hasta cierto punto, su forma de gobierno y sus propias leyes. Sin embargo, numerosas restricciones reforzaron el estatus de segunda clase de las comunidades dhimmis y las forzaron a entrar en guetos. Por ejemplo, deben distinguirse de sus vecinos musulmanes por su vestimenta. No se les permitió construir nuevas iglesias o sinagogas, sino solo reparar las antiguas. Un hombre musulmán puede casarse con una mujer dhimmi judía, cristiana o sabea, que puede mantener su propia religión ya que los hijos serán musulmanes, pero una mujer musulmana no puede casarse con un hombre dhimmī a menos que se convierta al islam. A los dhimmis se les prohíbe convertir musulmanes bajo severas penas, mientras que se anima a los musulmanes a convertir a los dhimmīs al islam.
El pacto de Omar, emitido por el Segundo Califa Islámico Umar, impuso una larga lista de condiciones humillantes a los dhimmis. Por ejemplo, los dhimmis tenían que moverse de sus asientos si un musulmán deseaba sentarse allí y se les prohibía manifestar su religión en público. El Pacto de Umar ganó estatus canónico en la jurisprudencia islámica. El concepto se sigue aplicando en la actualidad tanto a los cristianos o judíos que viven en un territorio musulmán (Dar al-Islam o Mundo islámico, 'Mundo de la Paz') como a los que viven en territorios no musulmanes (Dar al-Harb, Mundo de la guerra o Tierra de la guerra, que reciben el nombre de harbiyun).
Tras la conquista, las poblaciones consideradas gentes del Libro fueron: los cristianos (en España los mozárabes, en Egipto los coptos, en distintas regiones de Próximo Oriente armenios, maronitas, etc.); los judíos, que vivían en sus propios barrios o juderías, los sabeos de Yemen, los mandeos en Irak y los zoroastrianos en Persia. A hindúes, budistas y jainistas se les extendió el estatus bajo el Imperio mogol de la India, aunque esto fue excepcional.
Una parte (creciente con el tiempo) de los habitantes de los territorios del Imperio islámico se convirtieron al islam, para evitar pagar la yizia, jarach u ofrecer a sus hijos en el Devşirme, así como otras prácticas discriminatorias en contra de los llamados infieles. No solo ellos, sino también muchos de los que mantenían su religión tradicional procuraban arabizarse (incorporar la lengua y cultura árabes, y con el paso de las generaciones, identificarse como árabes). La conversión traía ventajas sociales y económicas, como era eludir el doble impuesto que debían pagar los no musulmanes: uno, por la cantidad de tierras poseídas; otro, dependiendo del número de habitantes. Los infieles no tenían derecho a poseer armas y su palabra podría valer hasta 1/4 de la de un musulmán. En cambio, los musulmanes estaban solo obligados al pago de una limosna legal o zakat (azaque).
En Irán, por ejemplo, la Constitución reconoce a los judíos, cristianos y zoroastrianos ('sabeos') como "gente del libro" dotándolos de ciertos derechos como relativa libertad religiosa así como representación en el Parlamento, derechos que no tienen otras minorías religiosas como los bahais. Los mandeos en Irán están clasificados legalmente como cristianos y acceden a los derechos establecidos para esta comunidad aunque los mandeos mismos no se consideran cristianos.
El teólogo islámico Asghar Ali argumenta que el Corán contiene muchos mandatos que ordenan a los musulmanes guardar respeto hacia todas las demás religiones, no destruir los templos de ninguna religión y convivir pacíficamente con todos los grupos religiosos, no solo cristianos y judíos, sino también paganos, y que el combate islámico hacia la idolatría se refería solo a la interpretación literal del término idólatra, es decir, el que adora a un ídolo, pero no hacia las religiones como el hinduismo o el budismo en donde los ídolos son solo vistos como el símbolo de una fuerza divina superior. Ejemplo de ello fue el gobierno de Mahoma en Medina donde el profeta en persona ordenó respetar las prácticas y creencias de judíos, cristianos y paganos permitiéndoles mantener sus prácticas y autogobiernos, así como la tolerancia hacia hindúes bajo ciertos gobiernos mogoles en India. El Corán también prohíbe insultar a otros dioses para así evitar que se insulte a Dios por ignorancia y como respuesta.

## Definición
La dhimmah (en árabe ذمّة, que significa "pacto" u "obligación") es un concepto del Derecho Islámico, de acuerdo con el cual los judíos y los cristianos (y en ocasiones los miembros de otras religiones consideradas monoteístas, como los zoroastrianos), llamados genéricamente "pueblos del Libro", viven bajo la «protección» del sultán o gobernante musulmán, con derechos y deberes «diferenciados». Típicamente, la "gente de la dhimmah" está exenta del servicio militar y del impuesto religioso, llamado azaque o zakat, pero en su lugar debe pagar un impuesto per cápita, denominado yizia (جزية), y un impuesto sobre la tierra (jarach), además de acatar la autoridad del sultán. Asimismo tiene derecho a practicar su fe (aunque con severas limitaciones) y a tener sus propios jueces en cuestiones civiles, tales como matrimonios, divorcios, sucesiones, etc. 
El profesor de derecho libanés, Antoine Fattal ofreció el siguiente análisis de la dhimmitud después de un estudio detenido de la ley islámica:

Dhimma (o dhimmitud) ... es uno de los resultados de la yihad o guerra santa. Conectada con la noción de yihad está la distinción entre dar al-harb (territorio o "casa" de la guerra) y dar al-islam (casa del Islam). Este último incluye todos los territorios sujetos a la autoridad musulmana. Está en un estado de guerra perpetua con el dar al-harb. Los habitantes de dar al-harb son harbis, que no son responsables ante la autoridad islámica y cuyas personas y bienes son mubah, es decir, a merced de los creyentes. Sin embargo, cuando los musulmanes se encuentran en un estado subordinado, pueden negociar una tregua con los harbis que no dure más de diez años, que están obligados a revocar unilateralmente tan pronto como recuperen la ventaja, siguiendo el ejemplo del Profeta tras Hudaibiyya. El dhimmi, podríamos decir, es un ciudadano de segunda clase. Si ellos (los musulmanes gobernantes) lo toleran, es un paso calculado, ya sea porque abrigan la esperanza de convertirlo o por razones materiales, porque lo obligan a asumir prácticamente toda la carga de los impuestos. Le proporcionan un lugar en el estado, pero no sin recordarle continuamente su condición de inferior. Le impiden ocupar altos cargos en la sociedad, y si por mérito o intriga logra trepar a tales lugares todo conspira para relegarlo una vez más al olvido. Si el dhimmi adquiere un estatus legal independiente o privilegios asociados con su posición personal, si se le permite incluso sus propios tribunales, es solo porque no puede compartir con los Fieles las ventajas de su propia justicia, que es esencialmente religiosa. En ningún caso el dhimmi es igual a un musulmán. Está condenado a la desigualdad social y forma parte de una casta despreciada: desigualdad en lo que respecta a sus derechos personales, desigualdad en la tributación y desigualdad ante la ley, ya que su testimonio no es aceptado por los tribunales musulmanes ni siquiera, por el mismo delito menor, el castigo es el mismo ... No hay relación social, no es posible la comunión entre musulmanes y dhimmis
Antoine Fattal

En la práctica, el tratado es inseguro e inestable y condena a una enorme precariedad a los no musulmanes, ya que basta una decisión unilateral de la autoridad islámica y el pacto puede suspenderse en cualquier momento, o imponerse nuevos impuestos de forma arbitraria, o secuestrar a los jefes espirituales de los dhimmíes y pedir rescate por ellos, o practicar el devşirme o «impuesto de sangre» (el reclutamiento y conversión forzosa de niños para integrarlos a las tropas), que los sultanes del Imperio otomano practicaron durante tres siglos contra los cristianos de los Balcanes, lo que suponía en principio una franca violación de la dhimmah.

## Funcionamiento
Teniendo presente el vínculo existente entre los dhimmíes y los impuestos que deben pagar, cabe mencionar cómo se sustentaba la economía en Al-Ándalus. El Tesoro Público era una pieza clave del califato cordobés. Su sede se hallaba en el alcázar de la capital de Al-Ándalus. Los tesoreros eran elegidos entre los miembros de la aristocracia cordobesa, aunque también gentes de otras religiones podían acceder al cargo siempre que gozaran de la confianza del califa.
Las rentas que recibía el Estado se centralizaban en la ciudad de Córdoba. Las rentas se nutrían de la limosna legal aprobada por los creyentes musulmanes y de los impuestos cobrados a los dhimmíes. Mientras que los musulmanes entregaban un diezmo de sus bienes muebles, los dhimmíes estaban sujetos a un impuesto per cápita  personal y otro territorial, ambos mencionados anteriormente. También contribuían, pero en menor medida, a la hacienda pública los tributos pagados por monarcas cristianos y las tasas extraordinarias. Entre estas se encuentra, por ejemplo, la que gravaba la producción artesanal, el comercio y la aportación solicitada al pueblo para financiar el ejército.
La presión fiscal que se ejercía sobre los súbditos era muy desigual, pues los dhimmíes eran sometidos a una presión fiscal que en ocasiones triplicaba a la de los súbditos musulmanes. Esta circunstancia pudo influir en la conversión al Islam de un gran número de cristianos empobrecidos que no podían pagar los tributos, aunque en los primeros siglos de la expansión islámica (siglos VIII al X d. C.) algunas autoridades musulmanas impidieron tales conversiones masivas en tanto implicaban indirectamente una merma en los ingresos tributarios del califato (pues tras la conversión al Islam un dhimmí obtenía el derecho a pagar menos tributos).
En general, los historiadores coinciden en que, pese a las diferencias de grado entre unos periodos y otros, jamás hubo igualdad social entre musulmanes y no musulmanes, aunque unos le dan más relevancia que otros a este hecho. Por ejemplo, la especialista en Oriente Medio Bat Ye'or –que ha dedicado 20 años y varias obras al fenómeno de la "dhimmitud"– sostiene que la vida de los dhimmíes era sumamente difícil, y lo ilustra a través del análisis de las masacres contra infieles acontecidas en las primeras conquistas, las posteriores humillaciones una vez ocupadas las tierras, el opresivo sistema fiscal, el saqueo y el pillaje de casas, iglesias y sinagogas, las conversiones forzosas (a su juicio, mucho más numerosas de lo que habitualmente se suponía), etc. Pero incluso otros historiadores, que tienen una visión mucho más benévola y apologética de la historia del Islam, como Bernard Lewis, S.D. Goitein y Norman Stillman, coinciden en que los dhimmíes estaban sometidos a una situación legal y social de manifiesta inferioridad que, en general, fue empeorando progresivamente a medida que el mundo islámico se debilitaba. Por ejemplo, Stillman, en su estudio histórico general de los siglos VII a IX, y que incluye traducciones de importantes documentos, afirma: 

«La yizia y el jarach [los impuestos] eran una carga aplastante para los campesinos no musulmanes, que apenas lograban sobrevivir en una economía de subsistencia. [...] La principal preocupación de las autoridades musulmanas era que se pagaran todos los impuestos y que los dhimmíes reconocieran de diversas maneras, unas más humillantes que otras, el dominio del islamismo. Mientras cumplieran los no musulmanes, se les permitía un autogobierno de cierta amplitud. No obstante, ni siquiera en sus propios asuntos comunales estaban totalmente libres de la supervisión del gobierno y, a veces, de una manifiesta injerencia.»
Norman Stillman

La discriminación social por motivos religiosos estaba institucionalizada en los regímenes islámicos y era inherente a las leyes y costumbres sociales: un musulmán no podía ser condenado a pena capital por el asesinato de un infiel. El valor en tribunales musulmanes del testimonio de los dhimmíes era inferior al de los súbditos islámicos, al igual que la indemnización en los casos de venganzas de sangre. Las acusaciones de blasfemia contra los dhimmíes eran habituales y el castigo era la muerte. Como los dhimmíes no podían testificar en un tribunal para defenderse, debían obligatoriamente convertirse al islam para salvar la vida. Existía un severo tabú matrimonial contra los dhimmíes varones, que eran castigados con la muerte si mantenían relaciones sexuales con una mujer musulmana o si se casaban con ella; además existían leyes desiguales en las herencias, las discriminaciones en el vestido, en el uso de animales o en ciertos oficios, entre otras, como la estricta prohibición a los dhimmíes de tener servidores musulmanes. 
Todo este fenómeno constituye una relación de limitaciones variable según regiones y periodos históricos, pero con dos constantes: reforzar la manifiesta inferioridad del dhimmí por todos los medios posibles y formar una rígida separación entre comunidades en los asuntos relevantes, en base al principio básico según el cual un individuo que no pertenecía a la comunidad islámica era inevitablemente inferior a un creyente en todo aspecto de su vida. Según Stillman:

«la persecución total era rara pero la posibilidad siempre estaba presente. Aun en la mejor de las épocas, los dhimmíes podían encontrarse con que, en todos los ámbitos de la vida y fuera cual fuese su posición en la sociedad, se les recordase violentamente cuál era su verdadera condición.»
Norman Stillman

Bernard Lewis, que ha escrito mucho sobre dhimmíes y, especialmente, sobre judíos en el islam, señala que jamás hubo igualdad entre musulmanes y no musulmanes: 

«Las sociedades islámicas nunca reconocieron tal igualdad ni fingieron hacerlo. [...] Siempre hubo discriminación, de modo permanente y sin duda necesario, como algo inherente al sistema e institucionalizado por la ley y la práctica.»
Bernard Lewis

Muchos dhimmíes desempeñaron funciones y cargos políticos de relevancia, incluyendo en diversos casos la jefatura del gobierno o visirato, como el caso de los visires Yekutiel ben Isaac (Zaragoza, siglo XI), Tustari (Egipto, siglo XI) y otros. Sin embargo, era frecuente que cualquier nombramiento de un dhimmí para un cargo importante despertase airadas protestas entre los súbditos musulmanes y oleadas de violencia, como sucedió en Granada en 1066, en Fez en 1275 y 1465, en Irak en 1291 y de forma reiterada en Egipto entre 1250 y 1517, con matanzas de judíos o cristianos. Por ello, muchos dhimmíes se convirtieron prontamente al Islam y de ese modo pudieron conservar sus puestos, salvar sus vidas y bienes, y evitar la violencia indiscriminada contra sus antiguos correligionarios.
La dhimma colocaba a las minorías cristiana y judía en una situación legal y social de discriminación que nunca fue disimulada, que podía adquirir realizaciones más o menos fuertes según épocas y lugares, y que esencialmente fue muy similar a la discriminación sufrida por las minorías judía y, en menor medida, musulmana, en los países de Europa donde se toleraba la existencia de tales minorías. La dhimma, sin embargo, y a diferencia de lo que ocurría en Europa, garantizó la existencia de esas comunidades, poniéndolas relativamente a salvo del brutal hostigamiento que sufrieron las minorías religiosas en los lugares de Europa menos tolerantes, como España o Rusia. Merced a la dhimma, algunas naciones, como Grecia y Serbia, conservaron su mayoría cristiana y su identidad cultural incluso luego de largos siglos de gobierno islámico. Sin embargo, permitieron, por otra parte, que se mantuviera durante siglos una situación de humillación y discriminación legal y social que en mayor o menor medida ha durado hasta los tiempos actuales.

## Los grupos religiosos bajo ladhimma
En el islam, hay distintas jerarquías es cuanto al respeto a ciertas religiones, siendo las principales los "creyentes" (musulmanes), "Gente del Libro" e idólatras (o "asociadores"). Entre la propia gente del Libro hay jerarquías (por ejemplo, algunos eruditos consideraban que un musulmán varón se puede casar con una judía o una cristiana, pero no así con una zoroastriana).Muchos musulmanes usan el verso 164 de la sura An-Nisa del Corán para justificar la existencia de profetas desconocidos o no revelados.

### Los judíos y los cristianos
En términos generales, los teólogos musulmanes no tenían dudas del estatus de monoteístas de los judíos y los cristianos, pues en los mismos albores del Islam los musulmanes originalmente realizaban sus oraciones hacia Jerusalén y no hacia La Meca (lo cual cambió después de la Hégira). Sin embargo, muchos musulmanes critican a los cristianos por adorar a Jesús como a un Dios y consideran que el concepto de la Trinidad es un concepto idolátrico que reniega de la unicidad de Dios. Muchos musulmanes también consideran inapropiado el culto a los santos y a la Virgen María realizado por católicos y ortodoxos por considerarlo idolatría. A pesar de esto, judíos y cristianos eran considerados monoteístas y las religiones precedentes al islam fundadas por profetas de Dios.

### Zoroastrianos
Tras la invasión islámica de Persia, cuya religión predominante era el zoroastrismo, los clérigos islámicos asumieron que los zoroastrianos eran los mencionados sabeos del Corán, principalmente porque el zoroastrismo era una religión monoteísta (más bien henoteísta), que compartía principios muy similares con el islam (creencia en cielo e infierno, apocalipsis, revelación profética, valores sociales patriarcales similares, etc.), además de tener una escritura sagrado (el Avesta), pero se diferencian en otros como en la creencia en los espíritus (integrados luego en el islam como los llamados "genios") así como en prácticas como las de los templos de fuego, la magia o los casamientos consaguineos. Son mencionados solo una vez en el Corán. 

### Mandeos
Los mandeos son los seguidores de una religión gnóstica presuntamente fundada por Juan el Bautista, que realizan frecuentes bautismos y aducen seguir al mismo Dios de la Biblia. Los mandeos están localizados mayormente en Irak. Se les clasificó como los sabeos mencionados en el Corán principalmente por su culto monoteísta y por sus fuertes vínculos con la religión judía y la religión cristiana, además de por poseer unos textos sagrados (como la Biblia), el Ginza Rabba, como escritura revelada; distinguiéndose así del resto de tradiciones semitas politeístas.

### Sabeos
El sabeísmo es una religión surgida en Saba (actual Yemen) y muchos de sus ídolos se encontraban en La Meca. Se cree que era una religión en teoría monoteísta (adoraba a un único dios llamado Alá) pero al mismo tiempo rendía culto a los astros, ángeles y espíritus por lo que tenía ciertas características paganas. El islam hace referencia específicamente a los sabeos como gente del libro.

### Otros credos
En términos generales, salvo por judíos, cristianos, zoroastrianos y mandeos, ninguna otra religión ha sido aceptada por los clérigos islámicos tradicionales como «Gente del Libro» (aunque esto fue discutido por númerosos eruditos). Conforme el Imperio islámico se extendió a través del Norte de África y el Medio Oriente combatió la idolatría de las religiones paganas de egipcios, semitas y africanos. Al llegar al Indostán tuvo una actitud similar hacia el hinduismo y el budismo. Sin embargo, gobiernos e imperios islámicos tuvieron que convivir con grandes cantidades de hindúes y budistas en muchas naciones donde la población no se convirtió tan abrumadoramente al islam como en Medio Oriente, por lo que algunos sultanes mogoles extendieron los derechos de hindúes y budistas declarándolos al mismo nivel que cristianos y judíos.Muhammad ib Al-Qasim, conquistador de Sindh en el 711 d. C., por el califato Omeya, dijo al respecto: «El templo de los ídolos es similar a las iglesias de los cristianos, (a las sinagogas) de los judíos y a los templos de fuego de los zoroastrianos' (mā al-budd illā ka-kanāʾis al-naṣārā wa 'l-yahūd wa-buyūt nīrān al-madjūs).» Dados los precedentes como el zoroastrismo o el sabeísmo, finalmente se les dio el estatus de "gentes del Libro" por valores y creencias compartidos con el islam, así como por tener escrituras reveladas.
Debido a que el islam declara a Mahoma como “el sello de los profetas”, es decir, como el último profeta de Dios antes del Fin del Mundo (en que llegue el Mahdi), el estatus de Gente del Libro no ha sido dado por los musulmanes a ninguna religión que surgiera posteriormente del Islam, aunque sea monoteísta. De allí que sijs, bahais, rastafaris, etc., aun siendo monoteístas, no son abrigados por la protección de este estatus. En términos generales, los bahais son considerados apóstatas por los musulmanes.

### Situaciones similares
En Indonesia la Constitución reconoce a seis religiones como oficiales: islamismo, protestantismo, catolicismo, hinduismo, budismo y confucianismo, otras comunidades no tienen reconocimiento oficial por lo que sus seguidores deben identificarse con alguna de las oficiales para efectos de su tarjeta de identidad (por ejemplo sijs como hindúes, taoístas como budistas). En Malasia, similarmente, la Constitución reconoce al islam como oficial pero permite la práctica del cristianismo, budismo e hinduismo por ser consideradas las religiones étnicas de las poblaciones no-malayas. Como mencionado antes, en Irán los cristianos, judíos y zoroastrianos cuentan con escaños reservados en el Parlamento iraní, similarmente en el Consejo Legislativo Palestino hay escaños reservados para cristianos y samaritanos.

## En tiempos modernos
Actualmente la mayoría de países islámicos no aplican el impuesto yizia. Los casos donde se ha aplicado aún han sido por parte de grupos islamistas radicales de manera ilegal y normalmente sin autorización de los gobiernos. Existen acusaciones de que el Talibán en Pakistán obligó a la comunidad sij de una localidad bajo su control a pagar la yizia.
Según informes, en 2013, en Egipto, la Hermandad Musulmana impuso la yizia a 15 000 cristianos coptos de la ciudad de Dalga.
En febrero de 2014, el Estado Islámico de Irak y el Levante (EIIL) anunció el cobro del impuesto sobre los cristianos en aquellos territorios bajo su control como la ciudad de Raqqa en Siria. Los cristianos que se negaran a aceptar el contrato dhimma y pagar el impuesto debían convertirse al islam, irse o ser ejecutados. Los cristianos ricos tendrían que pagar media onza de oro, el equivalente a 664 dólares dos veces al año; los cristianos de clase media debían pagar la mitad de esa cantidad y los más pobres debían pagar una cuarta parte de esa cantidad. En junio de 2014, el Instituto para el Estudio de la Guerra informó que ISIL afirma haber recolectado la yizia y el fay en la ciudad de Mosul. El 18 de julio de 2014, el EIIL ordenó a los cristianos de Mosul que aceptaran el contrato dhimma y pagaran la yizia o se convirtieran al islam. Si se negaban a aceptar cualquiera de las opciones, eran asesinados.